# Gaspar Loarte
Gaspar Loarte, né vers 1498 à Medina del Campo (Valladolid), en Espagne et décédé le 8 octobre 1578 à Valence (Espagne), est un prêtre jésuite espagnol recteur de collèges, auteur spirituel ayant vécu l'essentiel de sa vie de jésuite en Italie.

## Biographie
'Nouveau chrétien' comme son maître Jean d'Avila - dont il fut un des disciples les plus éminents (depuis 1537) - Gaspar Loarte est licencié de Salamanque et professeur à l'université de Baeza (1546?-1552): il y reçoit les diplômes de maître ès arts et de docteur en théologie. Sur les conseils de son maitre, après être parti en mission en Estrémadure avec son ami Diego de Guzmán, il se rendit avec ce dernier à Oñate pour faire les Exercices Spirituels sous la direction de François de Borgia avec l'intention d'entrer dans la Compagnie de Jésus, un nouvel ordre religieux qui vient d'être définitivement approuvé (1550) par le pape Paul III. Avec son ami Diego de Guzmán il entre chez les Jésuites en 1553. Cela ne se fait pas sans difficultés. Il faudra l'intervention et l'influence de François de Borgia, un 'Grand d'Espagne', pour éviter que l'Inquisition ne s'oppose à son entrée, étant donné son ascendance judéo-chrétienne. 
Avec Diego de Guzmán (également 'nouveau chrétien') Gaspar Loarte est appelé à Rome où ils arrivent le 17 octobre 1554. Quelques mois plus tard Ignace de Loyola le nomme recteur du collège de Gênes (1555) A la fin de son mandat à Gênes (1555-1562) il se trouve au collège de Messine avec la même charge de Recteur. Le père Loarte participe à la deuxième Congrégation générale (1565) en tant qu'électeur de la province de Sicile. De nouveau recteur du collège à Gênes en 1566, il fut pénitencier à Saint-Pierre en 1571 et à Lorette (il y fait montre de ses qualités de confesseur), et en même temps prédicateur en 1573, puis à Macerata (1574). 
Figure typique de la première génération de Jésuites, Loarte passe la majeure partie de sa vie apostolique en Italie (États pontificaux) à se consacrer au ministère de la prédication, du confessionnal et de la direction spirituelle, la visite des prisons et des hôpitaux et la direction des congrégations de laïcs (même avant la fondation des 'congrégations mariales').  Loarte est particulièrement zélé dans l'enseignement du catéchisme (il est chargé d'imprimer celui de Pierre Canisius en 1561). Il remplit des missions délicates et assume des postes gouvernementaux. 
En 1577, déjà très âgé, il retourne avec Jérôme Doménech dans son pays natal. Malgré son âge, il participe (1578) à la mission auprès des Morisques dans le royaume de Valence. Le père Gaspar Loarte meurt le 8 octobre 1578, à Valence, lors d'une de ces missions.

## Écrits
Loarte s'adresse au simple fidèle et veut l'introduire dans une vie chrétienne sérieuse. Dès sa première publication, en 1557, Loarte connut du succès. Ses méditations sur la 'Passion du Christ' et celles sur les 'mystères du rosaire' ont été parmi les plus diffusées au cours de la seconde moitié du XVIe siècle et au début du XVIIe siècle. 
- Esercitio de la vita christiana (1557), l'un des premiers traités spirituels publiés par les Jésuites, parut anonymement et, peu après (1559), avec son nom et quelques ajouts[3]. Il s'agit d'un bref manuel de piété destiné à tous. Recommandé par saint Charles Borromée, archevêque de Milan, comme les 'Méditations sur le Rosaire' (Istruttione e avvertimenti per meditar i misterii del Rosario), il fut traduit en plusieurs langues (dont en japonais en 1592)[2]. Publié en 1573 il connaîtra un véritable succès du vivant de Loarte.
- Les 'Méditations sur la Passion' (1570) ont été rééditées l'année suivante, avec trois nouvelles méditations. L'exemplaire utilisé par Philippe Néri est conservé à la Bibliothèque Vallicelliane, et il semble que Marie-Madeleine de Pazzi fut initiée à la vie de prière avec ces méditations.
- Les 'méditations sur le Rosaire' (1573) ont peut-être été les plus diffusées. Leur traduction japonaise, en alphabet latin et avec des illustrations, fut publiée à Nagasaki (1607). Avec les 'méditations sur la Passion'  et d'autres du père Pedro Gomez, elles forment un manuel de méditation accompagnant les Exercices spirituels.
- Avisi di sacerdoti et confessori, publié à Parme en 1579, est un manuel pour les 'confesseurs plus simples' (et non pas un livre de casuistique). Sans rigidité il invite le confesseur à entrer dans la psychologie du pénitent, rappelant au prêtre qu'il est à la fois 'père, juge et médecin'.